# Красный чум
Кра́сные чу́мы — кочевые учреждения культуры, создаваемые в СССР на Крайнем Севере для просвещения коренных народностей.

## Советское время
Создавались в 1930-х годах по инициативе Н. Е. Сапрыгина для всесторонней помощи кочевому населению тундры. Основной целью была ликвидация безграмотности. Красные чумы имели собственные оленьи упряжки. Сотрудники учреждений обучали грамоте взрослое население, оказывали медицинскую и ветеринарную помощь, занимались политпросвещением; организовывали читки газет, журналов, книг; демонстрировали кинофильмы. 
Выездные бригады Красного чума состояли из заведующего, культработника, ликбезработника, медработника, ветфельдшера, пастуха и чумработницы. Вся работа велась на ненецком, хантыйском, коми языках. С 1930 по 1945 годах находились в подчинении окружных отделов народного образования. Затем Красные чумы были переданы в ведение районных отделов культуры и просветительской работы. Подготовкой кадров для Красных чумов в 1946 по 1954 годы занималась Нарьян-Марская 3-годичная культпросветшкола. В 1930 году в Ненецком округе было 3 Красных чума, в 1956 году — 17. 
Поскольку территория кочевий и проживания коренных малочисленных народов не была покрыта дорожной сетью, охватить её было сложно. Так возникла идея передвижек и культлодок, которые с определенным книжным запасом переезжали от одного поселения до другого, неся с собой качественно новые формы досуга, а также передавая людям понятия об элементарной личной гигиене и медико-санитарной помощи. В 1933 г. количество учреждений культуры в Остяко-Вогульском национальном округе составило: 47 изб-читален, 6 библиотек, 5 домов туземца, 5 красных чумов и, кроме того, появились новые формы организации досуга - один клуб, одна культбаза, 3 Дома народов Севера и 73 красных уголка.
В 1975 году проект «Красный чум» был свёрнут.

## Медико-социальный проект
В качестве медико-социального проекта Красный чум был возрожден в Ненецком автономном округе по инициативе «Ассоциации ненецкого народа „Ясавэй“» при финансовой поддержке ОАО «Лукойл» в 2002 году, в 2005-м — продолжен. В 2008 году проект получил долгосрочный ежегодный плановый характер и новых финансовых партнеров. Цели проекта: доступность медицинской помощи для кочевого населения в труднодоступной местности, обследование и лечение оленеводов и их семей, медицинская профилактика, обучение чумработниц методам оказания первой медицинской помощи и правилам пользования медицинскими аптечками, обеспечение оленеводов медикаментами. В 2017 году проект получил высокую оценку председателя Постоянного форума Организации Объединённых Наций по вопросам коренных народов Мариам Уоллет Мед Абубакрин, которая предложила распространить его на остальные территории проживания коренных народов с недостаточной инфраструктурой здравоохранения.

## Отражение в культуре
В XX веке стало знаковым имя Амалии Хазанович  —  первой таймырской учительницы, написавшей книгу «Друзья мои нганасаны» после летнего кочевания с оленеводами. Благодаря этой книге Таймыр и Крайний Север стали мечтой многих выпускниц педагогических вузов. Опыт Амалии Хазанович был отражён в экспозиции Таймырского краеведческого музея, часть личной библиотеки она завещала Хатангской школе.